# Bogdan Lalić
Bogdan Lalić (Zagabria, 8 marzo 1964) è uno scacchista croato, Grande maestro.

## Biografia
Negli anni '90 è stato uno dei più forti giocatori della Croazia. Ha vissuto per diversi anni in Inghilterra, partecipando anche ad alcuni campionati britannici.
Alcuni risultati di rilievo:
- 1987:  pari 1º-2º a Pleven;
- 1987:  pari 1º-3º nel torneo Bosna di Sarajevo;
- 1988:  pari 1º-4º a Berlino;
- 1992:  pari 1º-3º a Olot;
- 1994:  primo a Maidstone e Port Erin;
- 1995:  primo a Cáceres;
- 1996:  pari 1º-3º nel 71º torneo di Hastings 1995/96;
- 2002:  pari 1º-4º nella Rilton Cup 2001/02 di Stoccolma;
- 2003:  pari 1º-5º a Siviglia;
- 2006:  pari 1º-3º a Madrid;
- 2007:  pari 1º-8º a Liverpool;
- 2008:  pari 1º-3º a Neuchâtel; pari 1º-2º a Nizza;
- 2012:  pari 1º-2º nel torneo rapid di Pardubice;
- 2013:  vince il XVII open internazionale di Cesenatico.[2]

Ha raggiunto il rating FIDE più alto nel 1997, con 2600 punti Elo.
Dal 1994 al 2000 è stato sposato con il Grande maestro femminile Susan Lalic.